# Hussein Arnous
Pour les articles homonymes, voir Arnous.
Hussein Arnous est un homme politique syrien né en 1953 à Idleb. Il est Premier ministre de la Syrie de 2020 à 2024.

## Biographie
De 1992 à 2002 il dirige une entreprise de travaux publics puis en 2004 il est nommé directeur général de l'établissement national de transport routier. Il est nommé ensuite gouverneur du Gouvernorat de Deir ez-Zor et du  Gouvernorat de Qouneitra. De 2013 à 2018, il est ministre du Logement et des Travaux publics. En 2018, il est nommé ministre des Ressources en eau.
Le 11 juin 2020, il est nommé Premier ministre de la Syrie par intérim par Bachar el-Assad en remplacement de Imad Khamis. Le 30 août suivant, il est confirmé dans ses fonctions par le président Assad. Il quitte son poste le 30 août, et est remplacé par Mohammad Ghazi al-Jalali.